# Bergstütze
Die Bergstütze ist ein Bauteil aus der Anfangszeit des Automobils, um das Wegrollen des Fahrzeugs am Berg zu verhindern. Die Stütze war vom Fahrersitz aus zu betätigen und konnte auch als Anfahrhilfe verwendet werden.

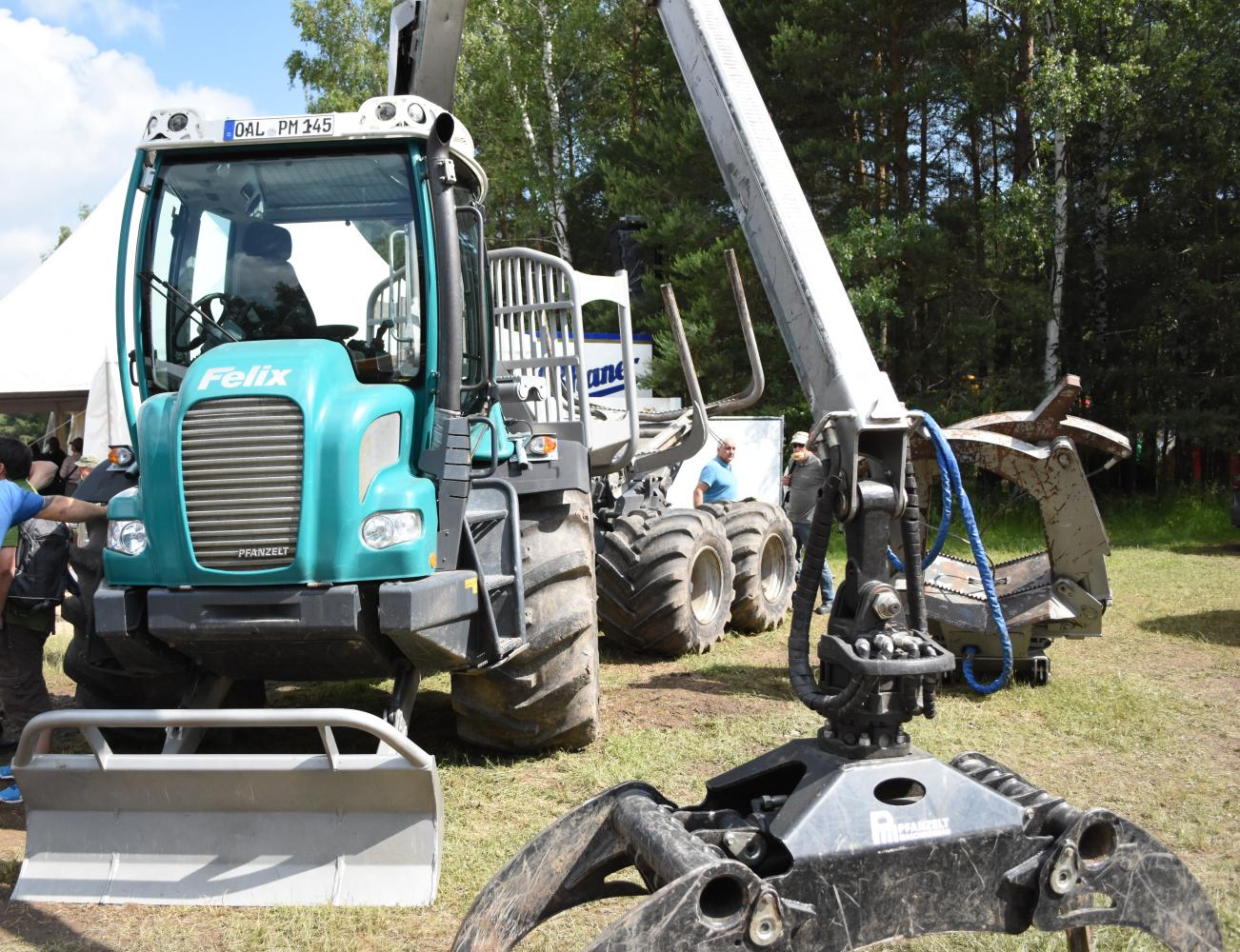
Forstspezialschlepper Felix mit Polterschild vorne

Es handelte sich um eine lange eiserne Kralle, die beim Parken an Steigungen herabgelassen und im Boden verankert wurde. Später wurde daraus ein, heute meist hydraulisch, absenkbarer Schild (Polterschild), der bei Arbeitsfahrzeugen mit Winde beim Holzrücken als Auflage für die starken Enden der zu ziehenden Holzstämme verwendet wird. Gleichzeitig verhindert die Bergstütze, dass das Fahrzeug zu dem zu ziehenden Gegenstand hingezogen wird.
In der Form eines Stabes gab es die Bergstütze bereits an Reisekutschen aus den Jahren um 1830.
Das elektrische Zugfahrzeug der Gleislosen Bahn Pötzleinsdorf–Salmannsdorf, ein Oberleitungsbus, der 1908–1939 auf einer kurzen Strecke nahe Wien fuhr, hatte eine händisch zu bedienende Bergstütze.
Für Personenwagen mit manuellem Schaltgetriebe wird der Begriff Bergstütze für die automatische Rückrollsperre verwendet, siehe Fachwörterbuch und aktuelle Verkaufsliteratur des Herstellers Subaru.
Funktion: Bei gedrückter Kupplung wird der hydraulische Druck zum Bremskreis der Fußbremse mit einem Ventil festgehalten. Das Auto bleibt damit gebremst, wenn das Bremspedal zum Übergang aufs Gaspedal frei gegeben wird. Zugleich mit dem Freigeben des Kupplungspedals wird zum Anfahren die Sperre im Bremskreis automatisch gelöst. Beliebte Ausrüstung US-amerikanischer Pkw aus den 1950er-Jahren bis zur Ablösung durch Getriebeautomaten.

## Zweibeinständer
Motorräder, Motorfahrräder und zweirädrige Transporträder haben fast immer Zweibeinständer, die bei Vorwärtsschieben des Zweirads in der Regel wegklappen. Deshalb kann ein solcher Ständer bei deutlichem Bergab-Gefälle nicht verwendet werden, umgekehrt jedoch als Bergstütze beim Anfahren oder Anschieben bergauf.
Ein Motorrad von BMW aus um 2010 mit vorne zwei nahe beinander stehenden und neigbaren Rädern hat einen andersartigen Zweibeinständer, der durch einen mittigen Handhebel aus- und eingeklappt wird.